# Proasellus minoicus
Proasellus minoicus és una espècie de crustaci isòpode pertanyent a la família dels asèl·lids.

## Hàbitat
Viu a l'aigua dolça.

## Distribució geogràfica
Es troba a un pou de l'illa de Creta (Grècia).